# Newtonia camerunensis
Newtonia camerunensis är en ärtväxtart som beskrevs av Villiers. Newtonia camerunensis ingår i släktet Newtonia och familjen ärtväxter. Inga underarter finns listade i Catalogue of Life.